# 1959
1959 (MCMLIX) fou un any començat en dijous.

## Esdeveniments
Països Catalans
- 5 de maig, Barcelona: La soprano Maria Callas fa la seva única actuació al teatre del Liceu de Barcelona.[1]
- 14 de juliol, Barcelona: s'inauguren els Estudis de Miramar, des d'on emetia Televisió Espanyola des de Barcelona.[2]
- 29 de setembre, Baix Camp: s'hi esdevé l'aiguat de Sant Miquel.[3]
- 21 de juny, Barcelona: Luis Martínez de Galinsoga, ofenent grollerament els catalans, desencadena l'«Afer Galinsoga».[4]
- Barcelona: es funda l'Escola Costa i Llobera.
- Barcelona: es funda l'Esbart Ciutat Comtal.[5]

Resta del món
- 6 de gener, l'Havana, Cuba: Triomfa la Revolució Cubana amb l'entrada a la ciutat dels “barbuts” dirigides per Fidel Castro i la fugida i exili del dictador Fulgencio Batista.
- 25 de gener, Basílica de Sant Pau Extramurs, Roma: El Papa Joan XXIII anuncia que convoca el XXI Concili ecumènic conegut com a Concili del Vaticà II.
- 3 de febrer: Accident d'avió a Iowa on moren Buddy Holly, Ritchie Valens, The Big Bopper i el pilot Roger Peterson en l'anomenat El dia que la música va morir.[6]
- 8 de gener, França: Elegeixen Charles de Gaulle president de la Cinquena República.
- 10 de març, Tibet: Després de 10 anys d'ocupació xinesa hi comença una revolta que costarà la vida a centenars de milers de ciutadans i que portarà a l'exili el dalai-lama Tenzin Gyatso.
- 31 de març, Estats Units: DC Comics publica Action Comics núm. 252 que conté la primera aparició de Supergirl.[7]
- 4 d'abril: S'aprova per unanimitat la Resolució 113 del Consell de Seguretat de les Nacions Unides relativa a la qüestió palestina.[8]
- 9 de juny, Estats Units: Hi avaren el submarí George Washington, el primer submarí amb míssils balístics.[9]
- 12 de juny, San Juan, Puerto Rico: Fundació del Conservatori de Música de Puerto Rico
- 21 de juliol, Tòquio: L'equip estatunidenc format per Joseph Alkire, Elton Follett, Lance Larson i Jeff Farrell estableixen un nou record del món en 4x100m relleus.
- 16 de setembre: Charles de Gaulle proposa formalment l'autodeterminació de l'Algèria francesa.[10]
- 1 de desembre, Washington D.C., Estats Units: Dotze estats hi signen el Tractat Antàrtic, per tal de gestionar l'ocupació de l'Antàrtida.
- 25 de desembre, Houston (Texas): A la Universitat de Houston el biòleg lleidatà Joan Oró sintetitza l'adenina de manera abiòtica per primera vegada.
- S'estrena Els estranguladors de Bombai.

### Premis Nobel
| Camp                  | Guardonats                        |
| --------------------- | --------------------------------- |
| Física                | - Emilio Segrè - Owen Chamberlain |
| Química               | - Jaroslav Heyrovsky              |
| Medicina o Fisiologia | - Arthur Kornberg - Severo Ochoa  |
| Literatura            | - Salvatore Quasimodo             |
| Pau                   | - Philip Noel-Baker               |

## Naixements
Països Catalans
- 5 de febrer, Alcoi: Francisco González Sarrià, conegut simplement com a Francisco, cantant valencià.
- 4 de març: Teresa Canela Giménez, Mestra Internacional Femenina d'escacs catalana, diversos cops Campiona de Catalunya.[11]
- 5 de març, Saix: Ana Barceló Chico, política i advocada valenciana, alcaldessa, diputada, consellera de la Generalitat Valenciana.[12]
- 6 de març, Alcoi: Francisco José Carrasco Hidalgo, conegut com a Lobo Carrasco, jugador de futbol valencià.
- 25 de març, Figueres, Alt Empordà: Pati Núñez, dissenyadora gràfica catalana.[13]
- 6 d'abril, Sant Cugat del Vallès, Vallès Occidental: Emma Vilarasau Tomàs, actriu catalana.[14]
- 6 de maig, Monforte de Lemos, Galícia: Julia Otero, comunicadora catalana.
- 7 de maig, Castellar del Vallès: Gisela Pou, guionista de televisió i escriptora catalana de literatura infantil i juvenil i novel·la per a públic adult.[15]
- 29 de juny, Tarragona: Montserrat Duch i Plana, historiadora i política catalana.[16]
- 4 de juliol, Alaior, Menorca: Joana Lluïsa Mascaró Melià, política menorquina que fou Consellera Insular de Cultura.[17]
- 25 de juliol, Tavernes de la Valldigna, la Safor: César Ferrando Jiménez, futbolista i entrenador de futbol valencià.
- 1 d'agost, Tavernes de la Valldigna, la Safor: Encarna Sant-Celoni i Verger, escriptora i traductora valenciana.[18]
- 22 d'agost, Barcelona: Montse Alcoverro, actriu catalana de teatre, cinema i televisió.[19]
- 5 de setembre, Ciutadella: Joana Barceló Martí, llicenciada en geografia i història i política menorquina.[20]
- 30 de setembre, la Pobla de Lillet: Montserrat Corominas, biòloga i genetista catalana, especialitzada en genòmica del desenvolupament.[21]
- 5 de novembre, Sabadell: Montserrat Torruella, mezzosoprano catalana[22]
- 12 de novembre, Reus, Baix Camp: Ernest Benach i Pascual, polític català, militant d'Esquerra Republicana de Catalunya i president del Parlament de Catalunya, 2003-2010).
- 13 de novembre, Barcelona: Joana Ortega i Alemany, política catalana.[23]
- 15 de novembre, Tortosa: Maria del Carme Queralt Tomàs, antropòloga, museòloga i comissària d'exposicions catalana.[24]
- 16 de novembre, València: Manuel Mata Gómez, polític i advocat valencià.
- 2 de desembre, Girona, Natàlia Molero i Lloret, escriptora i gestora cultural catalana[25]
- 8 de desembre, Barcelona: Ana María Bordas, periodista, ha estat directora de Ràdio Nacional d'Espanya a Catalunya i de TVE a Sant Cugat.[26]
- 13 de desembre, Moià, el Bages: Marcel·lí Antúnez Roca, artista català.
- 30 de desembre - 
  - Barcelona, Neus Bonet i Bagant, periodista catalana, professora universitària i exdegana del Col·legi de Periodistes de Catalunya.[27]
  - la Vall d'Uixó: Josep Lluís Abad i Bueno, poeta.
- Granada: Alfonso Falero, estudiós del Japó.

Resta del món
- 9 de gener, Quiché, Guatemala: Rigoberta Menchú, activista guatemalenca, Premi Nobel de la Pau de 1992.[28]

* 14 de febrer, Bulawayo, Zimbàbue: Tsitsi Dangarembga, escriptora i cineasta zimbabuesa.
- 26 de febrer, Kozani: Anna Diamandopulu, enginyera, política i ministra grega.[31]
- 7 de març, París: Marisol Touraine, política francesa, que ha estat diputada i Ministra d'Afers Socials i de Salut.[32]
- 9 de març, Higashimatsuyama, Japó: Takaaki Kajita, físic japonès, Premi Nobel de Física de l'any 2015.
- 23 de març, Praga: Zuzana Brabcová, novel·lista txeca[33]
- 28 de març, San José (Costa Rica): Laura Chinchilla, política costa-riquenya, ha estat ministra, vicepresidenta i la primera dona presidenta.[34]
- 29 de març, La Terra dels Naga, Índia: Easterine Kire, poetessa, escriptora i periodista en llengua angami.[35]
- 30 de març, Crailsheim, Baden-Württemberg, Alemanya: Sabine Meyer, clarinetista clàssica alemanya.[36]
- 15 d'abril, Paddington, Londres, Regne Unit: Emma Thompson, actriu britànica.[37]
- 16 d'abril, L'Havana, Cuba: Emilio Aragón Álvarez àlies Milikito, actor, humorista, pallasso, productor audiovisual i President de la cadena de televisió La Sexta.
- 18 d'abril, Nova York: Susan Faludi, periodista, autora estatunidenca, Premi Pulitzer 1991.[38]
- 27 d'abril, Palo Alto, Califòrnia, EUA: Andrew Fire, patòleg i genetista nord-americà, Premi Nobel de Medicina o Fisiologia de 2006.
- 1 de maig, París: Yasmina Reza, escriptora, actriu, novel·lista i dramaturga francesa.[39]
- 8 de maig, Ystrad, Gal·les: Jill Evans, política gal·lesa, que ha estat eurodiputada.[40]
- 17 de maig, Selargius, a prop de Càller: Elena Ledda, cantant i música sarda.[41]
- 27 de maig, Guelph: Donna Strickland, física canadenca guardonada amb el premi Nobel, pionera en el camp dels làsers.[42]
- 2 de juny, Rochester, Nova York: Lydia Lunch, guitarrista, poeta, escriptora, cantant, la figura més destacada del moviment No Wave.[43]
- 10 de juny, Reggiolo, Itàlia: Carlo Ancelotti, futbolista i entrenador italià.
- 12 de juny, Saragossa: Juan Antonio San Epifanio, àlies Epi, jugador de bàsquet espanyol.
- 13 de juny, Concord, Massachusetts: Carol Twombly, tipògrafa estatunidenca.[44]
- 19 de juny, San Fernando, Cadis, Espanya: Anne Hidalgo, política francesa d'origen espanyol, alcaldessa de París (2014 -).[45]
- 25 de juny, Junee, Nova Gal·les del Sud, Austràlia: Bobbie Vaile, astrofísica i professora de física australiana.[46]
- 30 de juny, Romaː Simonetta Di Pippo, astrofísica italiana, fou directora de l'Oficina de Nacions Unides per a Assumptes de l'Espai Exterior.[47]
- 7 de juliol, Berlín Est: Barbara Krause, nedadora alemanya, primera a nedar 100 m. lliures en 55 segons.[48]
- 11 de juliol, Santa Monica, Califòrnia, Estats Units: Suzanne Vega, cantant estatunidenca.[49]
- 16 de juliol, Gijón: Ángeles Caso, escriptora, periodista i traductora espanyola.[50]
- 3 d'agost, Toyama, Honshū, Japó: Koichi Tanaka, químic japonès, Premi Nobel de Química de l'any 2002.[51]
- 9 d'agost, Odessa: Maria Guleghina, cantant d'òpera, soprano) soviètica i russa, lligada al repertori operístic italià.[52]
- 22 de setembre, Champaign-Urbana, Illinois, EUA: Saul Perlmutter, astrofísic nord-americà, Premi Nobel de Física de l'any 2011.
- 9 d'octubre, Sotxi, URSS: Borís Nemtsov, polític liberal rus[53]
- 17 d'octubre, Melilla, Espanya: Mustafa Aberchán, polític de Melilla.
- 26 d'octubre, Orinoca, Bolívia: Evo Morales, president de Bolívia.
- 13 de novembre, Vejle, Dinamarca: Lene Hau, física danesa.[54]
- 15 de desembre, Vicente Noble, Barahona, República Dominicana: Lucrecia Pérez, immigrant dominicana a Madrid, víctima de racisme i xenofòbia, el primer cas reconegut com a tal a Espanya[55]
- 21 de desembre, Los Angeles: Florence Griffith-Joyner, atleta nord-americana especialista en velocitat[56]
- 27 de desembre, Huoqiu (Xina: Chu Chunqiu (xinès simplificat: 楚春秋) militar i escriptor xinès. guanyador del Premi Mao Dun de Literatura de l'any 2005.[57]
- 29 de novembre, Rijeka, Croàcia: Mauro Ravnić Trevisan, futbolista croat.
- 1 de desembre: Neil Gershenfeld, professor estatunidenc i estudiós vinculat a la computació quàntica i la nanotecnologia.[58]
- Seül, Corea del Sud: Byung-Chul Han, filòsof.

## Necrològiques
- Països Catalans

- 17 de gener - Barcelona: Joan Amades i Gelat, destacat folklorista català.
- 12 de febrer - Barcelona: Antoni Pous i Palau, pintor, escenògraf i aquarel·lista.[59]
- 14 de febrer - Figueres: Adela Riera, bibliotecària i directora de la B. Popular de Figueres.[60]
- 29 d'abril - Sierra de Valdemecas, Conca: Joaquim Blume i Carreras, gimnasta català.
- 29 de maig - Barcelona: Frank Marshall King, pianista i compositor català (n. 1883).[61]
- 7 de juliol - el Port de Pollença, Mallorca: Hermen Anglada i Camarasa, pintor català.
- 9 de juliol - Sabadell: Ramon Bassols i Genís, metge i fundador dels Amics de Núria.
- 12 de juliol - Barcelona: Carles Riba i Bracons, escriptor i humanista català.[62]
- 13 de juliol - Barcelona: Cecília Marín Gratacós, metgessa banyolina (n. 1903).[63]
- 3 de desembre - Cala Major, Palma: Maria Mayol i Colom, escriptora, pedagoga, política i activista cultural mallorquina (n. 1883).[64]

Resta del món
- 14 de gener, Madrid: Eva Aggerholm, escultora avantguardista espanyola d'origen danès (n. 1882).[65]
- 19 de gener, Madridː Consuelo Álvarez Pool, Violeta, periodista, telegrafista, escriptora, sufragista i feminista espanyola (n. 1867).[66]
- 12 de febrer, Nova York (EUA): George Antheil, pianista i compositor estatunidenc (n. 1900).[67]
- 3 de març, Los Angeles, Califòrnia, EUA: Louis Francis Cristillo, conegut com a Lou Costello, actor de cinema estatunidenc (n. 1906).
- 7 de març, Tòquio,(Japó): Ichirõ Hatoyama, polític japonès (n. 1883).[68]
- 26 de març, La Jolla, Califòrnia, els EUA: Raymond Chandler, escriptor nord-americà (n. 1888).[69]
- 9 d'abril, Phoenix (Arizona): Frank Lloyd Wright, arquitecte estatunidenc (n. 1867).[70]
- 22 d'abril: Alts del Sena: Claire Delbos, violinista i compositora francesa (n. 1906).[71]
- 23 d'abril: Park Jung-yang, buròcrata, polític i activista liberalista.
- 5 de maig, Buenos Aires, Argentina: Carlos Saavedra Lamas, Premi Nobel de la Pau l'any 1936, pel seu paper mediador en la Guerra del Chaco, entre Paraguai i Bolívia, com a president de la Societat de Nacions (n. 1878).[72]
- 7 de juny, Porto: Emília de Sousa Costa, escriptora i feminista portuguesa (n. 1877).[73]
- 9 de juny, Göttingen, Alemanya: Adolf Otto Reinhold Windaus, metge i químic. Premi Nobel de Química de 1928 (n. 1876).[74]
- 15 de juny, Polònia: Kazimierz Bein, escriptor i esperantista
- 18 de juny, Los Angeles (EUA): Ethel Barrymore, actriu estatunidenca (n. 1879).[75]
- 23 de juny, París, França: Boris Vian, músic i escriptor francès.[76]
- 29 de juny, Nova York: Dorothy Shaver, empresària estatunidenca de l'àmbit de la moda.[77]
- 15 de juliol, Spoleto: Angelica Pandolfini, soprano italiana (n. 1871).[78]
- 17 de juliol, Nova York, Estats Units: Billie Holiday, cantant estatunidenca de jazz (n. 1915).[79]
- 21 de juliol, Montpeller: Germaine Richier, escultora francesa (n. 1902).[80]
- 26 de juliol: Itō Einosuke, escriptor japonès.
- 10 d'agost, Nova York: Louise Pearce, patòloga nord-americana (n. 1885).[81]
- 16 d'agost, Lakeville, Connecticut, Estats Units: Wanda Landowska, clavecinista, compositora, pianista i musicòloga (n. 1879).[82]
- 17 d'agost, Vaucresson: Mey Rahola de Falgàs, fotògrafa catalana (n. 1897).[83]
- 28 de setembre, Ciutat de Mèxic: Trinidad Arroyo, metgessa espanyola, primera doctora en oftalmologia i otologia a Espanya (n. 1872).[84]
- 11 d'octubre, Utrecht: Adya van Rees-Dutilh, artista tèxtil i pintora holandesa (n. 1876).[85]
- 14 d'octubre, Vancouver, Colúmbia Britànica (Canadà): Errol Flynn, actor de cinema d'origen australià famós pels seus papers de bergant romàntic (n. 1909).[86]
- 9 de novembre, Carmel Valley Village, Califòrnia: Frederick Preston Search, director d'orquestra, compositor i violoncel·lista nord-americà.
- 15 de novembre, Edimburg, Escòcia: Charles Thomson Rees Wilson, biòleg, físic i químic escocès, Premi Nobel de Física de l'any 1927 (n. 1869).
- 17 de novembre, Rio de Janeiro, Brasil: Heitor Villa-Lobos, compositor brasiler (n. 1887).[87]
- 25 de novembre, París, França: Gérard Philipe, actor francès (n. 1922).
- 13 de desembre, Copenhaguen: Ingrid Vang Nyman, il·lustradora danesa, autora dels dibuixos originals de Pippi Långstrump (n. 1916).[88]
- Donald Roebling, inventor i filantrop nord-americà.